# Bilinita
La bilinita es un mineral de la clase de los minerales sulfatos, y dentro de esta pertenece al llamado “grupo de la halotriquita”. Fue descubierta en 1913 en Bílina, en la región de Bohemia (República Checa, siendo nombrada así por esta localidad.

## Características químicas
Es un sulfato muy hidratado de hierro, sin aniones adicionales. El grupo de la halotriquita en que se encuadra son todos sulfatos hidratados con dos cationes metálicos, donde la bilinita sería el elemento con ion férrico predominante.

## Formación y yacimientos
Se forma como producto de la alteración del sulfuro de hierro presente en el lignito, normalmente como producto postminería.
Suele encontrarse asociado a otros minerales como la melanterita.